# Pietro Tribuno
Pietro Tribuno (zm. 912) – doża Wenecji od 888.